# 조긴
조긴(일본어: 丁銀 조긴[*])이란 무로마치 시대 후기부터 메이지 유신까지 유통되었던 은화이다.

## 개요

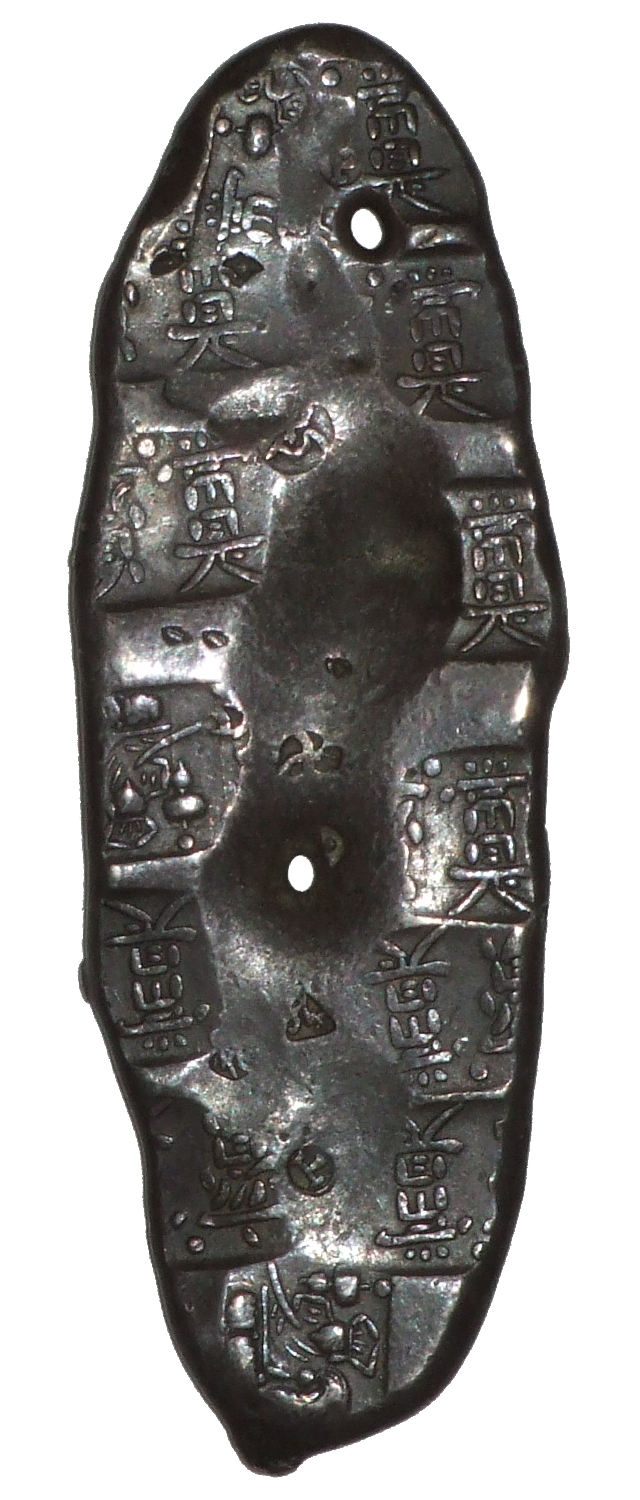
게이초 조긴

형태는 해삼 형태라고 불린 불규칙적인 봉형태의 은괴로 중량은 부정확했지만, 약 161.25g 전후였다. 액면은 기재되어있지 않고, 중량에 따라 화폐의 가치가 정해지는 칭량화폐였다.
에도 시대 이전에는 주조를 해 유통한 호상과 화폐교환 상인이 극인해 유통하였다. 또, 당시 통화량을 제한했던 관행도 찾을 수 있다. 이 무렵에 발행된 것을 고초긴(古丁銀)이라고 부른다.
1601년에는 후시미 긴자(伏見銀座)로부터 게이초 조긴(慶長丁銀)이 주조되었고, 이후 에도 막부에 의해 은의 함량이 정해진 조긴이 발행되었다.
에도 시대에는 주로 오사카를 중심으로 서일본에서 유통되었다.
조긴은 칭량화폐여서 사용될 때마다 중량을 잴 필요가 있었지만, 이런 점이 불편하여 쓰쓰미긴(包銀)의 형태로 사용되었다. 이것은 조긴과 보조화폐인 마메이타긴(豆板銀)을 합쳐 일정 중량으로 해 종이로 싸 봉인한 것이다.
1868년 메이지 유신 정부는 조긴의 유통을 금지하였다.